# Dubník (696 m)
Dubník (696 m) – szczyt na zachodnim skraj płaskowyżu Plešivská planina w obrębie Krasu Słowackiego. Jest to mało wybitny szczyt, wznoszący się powyżej płaskowyżu około 50 metrów, ale w kierunku zachodnim do miejscowości Kunova Teplica opada bardzo stromym zboczem o wysokości około 350 m. Całe zachodnie zbocze płaskowyżu od Štítnika po Plešivec na długości około 10 kilometrów zostało podcięte przez rzekę Štítnik. Jest bardzo strome, w wielu miejscach ze skalistymi, pionowymi ścianami. 
Dubník znajduje się w granicach Parku Narodowego Kras Słowacki. Porośnięty jest rzadkim lasem. Na płaskowyżu po wschodniej stronie Dubníka znajduje się jaskinia Buková jama.